# Ала Шешкен
Ала Генадиевна Шешкен е руски филолог, славист („македонист“), преподавател по история на македонската литература и култура на университета „Ломоносов“ в Москва.